# Co žere Gilberta Grapea
Co žere Gilberta Grapea (v anglickém originále What's Eating Gilbert Grape) je americký dramatický film z roku 1993. Režisérem filmu je Lasse Hallström. Hlavní role ve filmu ztvárnili Johnny Depp, Juliette Lewis, Leonardo DiCaprio, Mary Steenburgen a Darlene Cates. Film je adaptací stejnojmenného románu Petera Hedgese z roku 1991.

## Děj
Gilbert Grape (Johnny Depp) je mladík, který žije v malém městečku Endora na středozápadě Spojených států amerických se svojí rodinou - mladšími sestrami Amy (Laura Harringtonové) a Ellen (Mary Kate Schellhardt), mentálně zaostalým bratrem Arniem (Leonardo DiCaprio) a matkou Bonnie (Darlene Cates). Jejich otec spáchal před sedmi lety sebevraždu v jejich rodinném domku, a jejich starší bratr Larry kdysi beze slova odešel. Jeho odchod a otcova smrt velmi poznamenala jejich matku, která se z kdysi nejkrásnější dívky v okolí změnila v morbidně obézní, životem unavenou ženu, která už sedm let nevyšla z domu.
Grapeovi žijí poklidným životem, nad kterým se ale vznáší chmurný mrak. Doktoři totiž Arniemu při narození dali maximálně deset let života. Nyní je mu sedmnáct a může kdykoliv zemřít. Film se odehrává v době jeho osmnáctých narozenin, které všichni považuji za zázrak.
Arnie vyžaduje neustálou péči, což je pro Grapeovy a zejména pro Gilberta velmi náročný úkol.
Gilbert je mladík, který pracuje v místní samoobsluze, stará se o domácnost a touží po něčem lepším. Arnieho miluje, ale je pro něj velmi těžké se o něj starat. Má poměr se ženou místního pojišťovacího úředníka paní Carverovou, chce pro svou rodinu lepší dům a přeje si, aby jeho patnáctiletá sestra Ellen konečně dospěla a matka se zvedla od televize a začala cvičit aerobik.
Městem projíždí skupina aut s karavany. Jedné dívce s babičkou se porouchá auto, takže jsou nuceny v Endoře zůstat. Dívka, Becky (Juliette Lewis), se v obchodě seznámí s Gilbertem, a začnou se často vídat. Becky chce vidět Gilbertovu matku, ten se za ní ale stydí a nechce Becky vzít domů.
Becky je zvláštní dívka. Není typicky hezká, má krátké ježaté vlasy, ale je velmi milá a zvláštně moudrá a Gilbertovi učaruje. Ti dva se do sebe postupně zamilují.
Gilbert je vnitřně rozpolcený. Na jednu stranu chce opustit maloměsto, ale na tu druhou cítí povinnost postarat se o rodinu a hlavně o Arnieho.
Arnieho velmi láká místní vodárenská věž, na kterou často leze. Jednoho dne místnímu šerifovi dojde trpělivost a Arnieho odveze na stanici. Když se to dozví jeho matka, poprvé po mnoha letech se zvedne z gauče a jede pro něj na stanici. Když s ním vychází z budovy, venku je srocen dav a všichni se na ní dívají, což ji velmi zahanbí a rozruší.
Všichni se připravují na Arnieho osmnácté narozeniny a plánuje se velká oslava. Den před ní se ale rodina dostane do konfliktu, když Gilbert ve vzteku uhodí Arniheo a ten uteče. Gilbert pak nasedne do auta a odjede. Amy s Ellen se vydají hledat Arnieho. Gilbert vyjede ven z města a chvíli váhá, jestli jet dál, nakonec se ale otočí a zamíří k Becky. K té zatím přišel i otřesený Arnie. Becky ho uklidní a chce ho odvézt domů, ale dřív přijedou Amy s Ellen a Arnieho odvezou. Gilbert to vše sleduje zpovzdálí. Becky si ho všimne a ti dva si pak spolu celou noc povídají. Gilbert se jí konečně otevře a řekne jí vše o své matce i otci.
Druhý den má Arnie narozeniny. Gilbert přijíždí domů a oslava je v plném proudu. Gilbert se s Arniem usmíří a potom se vydá za svou matkou, která se schovává v domě, nechce, aby jí lidé viděli. Gilbert jí řekne, že se a ní nestydí. Pak přijíždí Becky a Gilbert jí představí své matce, která je potěšená Beckyinou laskavostí.
Beckyině babičce se podaří opravit auto, takže pokračují dál v cestě a Becky se musí rozloučit s Gilbertem.
Paní Grapeová se rozhodne, že je čas na změnu, a zvedne se z gauče. Těžce vyjde schody do patra a rozhodne se, že bude spát ve své staré ložnici. Všechny děti jsou na ní velmi pyšné. Jejich radost ovšem netrvá dlouho, protože ještě tentýž den zemře, pravděpodobně na infarkt.
Pohřební služba jí kvůli její obezitě nemůže dostat ven z domu, proto odjede pro posily. Gilbert nemůže snést představu, že venku bude dav a všichni se jí budou smát, proto on a jeho sourozenci vynesou všechen nábytek a dům zapálí. Tak končí jedna etapa jejich života.
O rok později Ellen odejde na střední školu a Amy začne pracovat v pekařství. Gilbert s Arniem jsou volní a mohou jít, kam chtějí - rozhodnou se, že budou cestovat karavanem s Becky. Film končí jejich opětovným šťastným shledáním.

## Obsazení
| Johnny Depp           | Gilbert Grape   |
| Juliette Lewis        | Becky           |
| Leonardo DiCaprio     | Arnie Grape     |
| Mary Steenburgen      | Betty Carver    |
| Darlene Cates         | Bonnie Grape    |
| Laura Harrington      | Amy Grape       |
| Mary Kate Schellhardt | Ellen Grape     |
| Kevin Tighe           | Ken Carver      |
| John C. Reilly        | Tucker Van Dyke |
| Crispin Glover        | Bobby McBurney  |

## Ocenění
Leonardo DiCaprio byl za svou roli v tomto filmu nominován na Oscara a Zlatý glóbus.